# 艶女
艶女（えんじょ、えんにょ、たおやめ）は、なまめいて美しい女を指す単語。
艶女をアデージョと読ませるのは、女性誌『NIKITA』による造語で、モテる中年女性を意味する。高収入のキャリアウーマンや比較的裕福な主婦で、ファッションに気を遣い色気を有する大人の女性を想定している。命名者は『NIKITA』の創刊編集長で同出版社刊の雑誌『LEON』の“ちょいワルオヤジ”ならびに“艶男”（アデオス）の生みの親でもある岸田一郎。